# Breakthrough Prize in Life Sciences
Der Breakthrough Prize in Life Sciences ist ein seit 2013 vergebener Preis für Forschungsleistungen in Biowissenschaften und Medizin (Life Sciences). Pro Jahr gab es anfangs sechs und später vier Preisträger, die auch zum Auswahlkomitee für künftige Preisträger gehören. Im ersten Jahr wurden elf Preisträger ernannt.
Der Preis ist mit drei Millionen US-Dollar für jeden Preisträger dotiert. Er wurde von Mark Zuckerberg und Priscilla Chan von Facebook, Sergey Brin von Google, Juri Milner (der auch Stifter des ähnlich hoch dotierten Breakthrough Prize in Fundamental Physics ist) und Anne Wojcicki (Gründerin von 23andMe) gestiftet. Vorstandsvorsitzender der Stiftung ist Arthur D. Levinson von Apple und Genentech.
Weitere ähnlich hoch dotierte Preise der Stiftung sind der Breakthrough Prize in Fundamental Physics und der Breakthrough Prize in Mathematics.

## Preisträger
- 2013:
  - Cornelia Bargmann, für Genetik neuronaler Schaltkreise und von Verhalten und Entdeckung eines Leitmoleküls in der Entwicklung des Nervensystems
  - David Botstein, für Linkage Mapping von Erbkrankheiten beim Menschen mit DNA-Polymorphismen
  - Lewis C. Cantley, für die Entdeckung der PI 3-Kinase und ihrer Rolle im Krebs-Stoffwechsel
  - Hans Clevers, für die Aufklärung des Wnt-Signalwegs in Stammzellen und Krebs
  - Napoleone Ferrara, für Entdeckungen in der Angiogenese, die zu Therapien bei Krebs und Augenkrankheiten führten
  - Eric Lander, für die Entdeckung allgemeiner Prinzipien zur Entdeckung von Genen für Krankheiten beim Menschen
  - Titia de Lange, für Forschung zu Telomeren, der Aufklärung wie sie Chromosomenenden schützen und ihrer Rolle in der Genom-Instabilität bei Krebs
  - Charles L. Sawyers, für Krebsgene und darauf zugeschnittene Therapien
  - Bert Vogelstein, für Genetik von Krebs und Tumor-Suppressor-Gene
  - Robert Allan Weinberg, für Charakterisierung menschlicher Krebsgene
  - Shin’ya Yamanaka, für Induzierte pluripotente Stammzellen
- 2014
  - James P. Allison, für die Entdeckung der Blockade der T-Zellen-Kontrolle als Krebstherapie
  - Mahlon R. DeLong, für die Beschreibung der gestörten Schaltkreise bei Morbus Parkinson und damit der Schaffung der Grundlagen der tiefen Hirnstimulation
  - Michael N. Hall, für die Entdeckung der Proteinkinase TOR (Target of Rapamycin, bei Säugetieren mTOR) und seiner Rolle bei der Regulation des Zellwachstums
  - Robert Langer, für seine Entdeckungen, die zur Entwicklung von neuen Biomaterialien und von Systemen zur gezielten Wirkstofffreigabe geführt haben
  - Richard P. Lifton, für die Entdeckung der Gene und biochemischen Mechanismen, die der arteriellen Hypertonie zugrunde liegen
  - Alexander Varshavsky, für die Entdeckung der bestimmenden molekularen und biologischen Faktoren des intrazellulären Eiweißabbaus
- 2015
  - Charles David Allis, für seine Entdeckung kovalenter Histonmodifikationen und ihrer zentralen Rolle bei der Genregulation
  - Alim Louis Benabid, für seine Entwicklung der tiefen Hirnstimulation, die die Behandlung des Morbus Parkinson revolutionierte
  - Victor Ambros und
  - Gary Ruvkun, für die Entdeckung der microRNA
  - Jennifer A. Doudna und
  - Emmanuelle Charpentier, für die Entwicklung einer Methode zur Genmanipulation, der CRISPR/Cas-Methode
- 2016
  - Edward Boyden und
  - Karl Deisseroth, für die Entwicklung und Anwendung der Optogenetik
  - John A. Hardy, für die Entdeckung von Mutationen im Amyloid-Precursor-Protein als Ursache für früh auftretenden Morbus Alzheimer
  - Helen Hobbs, für die Entdeckung genetischer Varianten, die den Cholesterin-Spiegel beeinflussen
  - Svante Pääbo, für die Sequenzierung alter DNA (Paläogenetik)
- 2017
  - Stephen J. Elledge, für seine Beiträge zu den Mechanismen der Erkennung von Schäden in der DNA
  - Harry Noller, für die Entdeckung der Zentralität der RNA in den Ribosomen
  - Roel Nusse, für die Entdeckung des Wnt-Signalwegs
  - Yoshinori Ōsumi, für die Aufklärung der Autophagie
  - Huda Zoghbi, für die Entdeckung der Ursachen mehrerer neurodegenerativer Erkrankungen
- 2018
  - Joanne Chory, für Entdeckung der Regulation des Pflanzenwachstums
  - Peter Walter und Kazutoshi Mori, für die Aufklärung der unfolded protein response
  - Kim Nasmyth, für seine Aufklärung der Chromosomentrennung während der Zellteilung
  - Don W. Cleveland, für die Aufklärung der Molekularpathologie einer Form der ALS und Entwicklung einer Therapie (im Tiermodell)
- 2019
  - C. Frank Bennett und Adrian R. Krainer, für die Entwicklung der Antisense-Oligonukleotid-Therapie bei spinaler Muskelatrophie
  - Angelika Amon, für ihre Arbeiten zu Aneuploidie und Chromosomenmutationen
  - Xiaowei Zhuang, für die Entwicklung der hochauflösenden Mikroskopie (Photoactivated Localization Microscopy, STORM)
  - Zhijian Chen, für die Entdeckung der zyklischen GMP-AMP-Synthase (cGAMP Synthase)
- 2020
  - Jeffrey M. Friedman, für die Entdeckung eines Hormonsystems zur Regulation der Nahrungsaufnahme
  - Franz-Ulrich Hartl und Arthur L. Horwich, für die Aufklärung der Funktion der Chaperone
  - David Julius, für seine Beiträge zur Erforschung des Schmerzempfindens
  - Virginia Man-Yee Lee, für die Entdeckung des TDP43
- 2021
  - David Baker, für die Entwicklung von Technologien, die das Design von Proteinen ermöglichen, die in der Natur noch nie zuvor gesehen wurden, einschließlich neuartiger Proteine, die das Potenzial für therapeutische Interventionen bei menschlichen Krankheiten haben.
  - Catherine Dulac, für die Dekonstruktion des komplexen Verhaltens der Elternschaft auf der Ebene der Zelltypen und ihrer Vernetzung und zum Nachweis, dass die neuronalen Schaltkreise, die sowohl das männliche als auch das frauenspezifische Elternverhalten bestimmen, bei beiden Geschlechtern vorhanden sind.
  - Dennis Lo, für die Entdeckung, dass fetale DNA im mütterlichen Blut vorhanden ist und für die vorgeburtliche Untersuchung von Trisomie 21 und anderen genetischen Störungen verwendet werden kann.
  - Richard J. Youle, für die Aufklärung eines Qualitätskontrollweges, der beschädigte Mitochondrien beseitigt und dadurch vor der Parkinson-Krankheit schützt.
- 2022
  - Jeffery Kelly, für seine Beiträge zur Aufklärung der molekularen Ursachen bestimmter neurodegenerativer und kardialer Transthyretin-Erkrankungen und die Entwicklung von Tafamidis zur Verlangsamung der Progression.
  - Katalin Karikó und Drew Weissman für ihre Entwicklung modifizierter RNA, die die Grundlage für die schnelle Bereitstellung effektiver COVID-19-Impfstoffe waren.
  - Shankar Balasubramanian, David Klenerman und Pascal Mayer für ihre Entwicklung einer robusten und kostengünstigen Methode, DNA-Sequenzen in großen Mengen bestimmen zu können, was enorme Verbesserungen medizinischer und anderer Forschungen ermöglichte.
- 2023
  - Clifford Brangwynne und Anthony Hyman, für die Entdeckung eines fundamentalen Prozesses der Zellorganisation, der durch eine Phasenseparation von Proteinen und RNA in membranlose Tröpfchen vermittelt wird.
  - Demis Hassabis und John M. Jumper, für die Entwicklung einer KI-Methode zur raschen Vorhersage der dreidimensionalen Proteinstruktur aus der Proteinsequenz
  - Emmanuel Mignot und Masashi Yanagisawa, für ihre Entdeckung, dass Narkolepsie durch den Verlust einer kleinen Population von Nervenzellen verursacht wird, die eine wachmachende Substanz herstellen, womit der Weg für neuartige Therapien von Schlafstörungen gebahnt wurde.
- 2024
  - Carl June und Michel Sadelain, für gentechnisch veränderte T-Zellen – wichtige Akteure im körpereigenen Immunsystem – mit synthetischen Rezeptoren, sogenannten chimären Antigenrezeptoren (CARs), um T-Zellen anzuweisen, die Krebszellen einzelner Patienten zu erkennen.
  - Sabine Hadida, Paul Negulescu und Fredrick Van Goor, für die Entwicklung der ersten wirksamen Medikamente zur Behandlung derjenigen Ursachen, die der Mukoviszidose zugrunde liegen.
  - Thomas Gasser, Ellen Sidransky und Andrew Singleton, für die Entdeckung der häufigsten genetischen Ursachen der Parkinson-Krankheit. Sidransky identifizierte als genetischen Risikofaktor für Parkinson Mutationen im Gen GBA1, das für ein Enzym kodiert, das Fettstoffe in Zellen abbaut; während Gasser und Singleton unabhängig voneinander zeigten, dass Mutationen im LRRK2-Gen zu einer erhöhten Aktivität eines Proteins führen, von dem angenommen wird, dass es zur neuronalen Schädigung bei der Krankheit beiträgt.
- 2025
  - Daniel J. Drucker, Joel Habener, Jens Juul Holst, Lotte Bjerre Knudsen und Svetlana Mojsov, für die Entdeckung und Charakterisierung von GLP-1 und zur Aufdeckung seiner Physiologie und seines Potenzials bei der Behandlung von Diabetes und Fettleibigkeit.
  - Alberto Ascherio und Stephen L. Hauser, für die Erforschung der Rolle der B-Zellen bei Multipler Sklerose (MS) und die Entwicklung von B-Zell-basierten Behandlungen sowie für die Entdeckung, dass eine Infektion mit dem Epstein-Barr-Virus das größte Risiko für MS darstellt.
  - David R. Liu für die Entwicklung von Base Editing und Prime Editing, Technologien, die die DNA lebender Systeme verändern, ohne die DNA-Doppelhelix zu durchtrennen, und Gensegmente an ihren natürlichen Positionen neu schreiben, wodurch die Korrektur nahezu jeder Mutation ermöglicht wird.